# 今泉ん家はどうやらギャルの溜まり場になってるらしい
『今泉ん家はどうやらギャルの溜まり場になってるらしい』（いまいずみんちはどうやらギャルのたまりばになってるらしい）は、のり伍郎による成人向け漫画。のり伍郎によるサークル「のり御膳」の同人誌として発表されている。2019年4月より電子版がFANZA専売で販売されており、同年8月からは紙版同人誌が刊行されている。2021年12月には同人版1巻から3巻までの総集編となる『今泉ん家はどうやらギャルの溜まり場になってるらしいA』がジーオーティーより発売された。
2021年には、ばにぃうぉ〜か〜によってアダルトアニメ化されている。また、全年齢版となる『今泉ん家はどうやらギャルの溜まり場になってるらしい〜DEEP〜』が「WEBコミックガンマぷらす」（竹書房）にて2022年3月25日より連載中。
大きな陰茎を持つ主人公・今泉とクラスのギャルたちとの交流を描いた作品である。

## 書誌情報

### 同人版
| 巻数   | 発刊日         | 発刊日         | 発刊イベント         |
| 巻数   | 電子           | 紙             | 発刊イベント         |
| ------ | -------------- | -------------- | -------------------- |
| 1      | 2019年4月8日   | 2019年8月11日  | コミックマーケット96 |
| 2      | 2019年11月18日 | 2019年12月30日 | コミックマーケット97 |
| 3      | 2020年10月22日 | 2020年12月30日 | エアコミケ2          |
| 総集編 | 2021年7月15日  |                |                      |
| 4      | 2021年10月15日 | 2021年12月28日 |                      |
| 5      | 2022年10月14日 | 2022年12月24日 |                      |
| 6      | 2024年1月20日  | 2024年4月1日   |                      |

### 商業版
- のり伍郎 『今泉ん家はどうやらギャルの溜まり場になってるらしいA』 ジーオーティー〈GOT COMICS〉、2021年12月28日発売[4]、ISBN 978-4-8236-0262-7

### 全年齢版
- のり伍郎 『今泉ん家はどうやらギャルの溜まり場になってるらしい〜DEEP〜』 竹書房〈バンブーコミックス〉、既刊7巻（2025年4月16日現在）
  1. 2022年10月17日発売[17]、ISBN 978-4-8019-7845-4
  2. 2023年4月17日発売[18]、ISBN 978-4-8019-8030-3
  3. 2023年10月17日発売[19]、ISBN 978-4-8019-8175-1
  4. 2024年2月17日発売[20]、ISBN 978-4-8019-8264-2
  5. 2024年7月17日発売[21]、ISBN 978-4-8019-8355-7
  6. 2024年12月17日発売[22]、ISBN 978-4-8019-8511-7
  7. 2025年4月16日発売[23]、ISBN 978-4-8019-8625-1

## OVA
2021年8月から、ばにぃうぉ〜か〜により発売されている。

### スタッフ
- 原作 - のり御膳[25]
- 企画 - ばにぃうぉ〜か〜[25]
- 監督 - 雷火剣[25]
- 制作 - T-REX[25]

### 各話リスト
| 話数 | サブタイトル                                     | 脚本   | 絵コンテ   | 発売日       |
| --- | ------------------------------------------------ | ------ | ---------- | ------------ |
| #1 | あんなエロギャルに囲まれて我慢とかムリくね？     | 特区03 | サガリ眼鏡 | 2021年8月6日 |
| 内気な今泉の巨根を狙い、彼の自宅に同級生の浜崎レイナ、佐々木ユキナ、胡桃坂ルリがたむろするようになる。当初3人は彼をおちょくるだけだったが、やがてエスカレートしていき、ついにはセックスへと発展する。 |                                                  |        |            |              |
| #2 | エロギャルと温泉行ってハーレム4Pとか男の夢すぎる | 特区03 | サガリ眼鏡 | 2021年8月6日 |
| レイナたちが今泉の家に居候するようになってから1か月後、ルリが手に入れた旅行券を使って、2泊三日の温泉旅行へ行く。                                                                                      |                                                  |        |            |              |
| #3 | -                                                | -      | -          | 2023年8月4日 |
| ある日、今泉はレイナたちとの連絡がつかなくなり、孤独感にさいなまされる。 |                                                  |        |            |              |
| #4 | -                                                | -      | -          | 2023年8月4日 |
| ある日、今泉はレイナの家へ行き、彼女の姉・リサと出会う。 |                                                  |        |            |              |